# 藤浪晋太郎
藤浪 晋太郎（ふじなみ しんたろう、1994年4月12日 - ）は、大阪府堺市南区出身のプロ野球選手（投手）。右投右打。横浜DeNAベイスターズ所属。
プロ野球における日本人投手の歴代最高球速の記録（165.1km/h）保持者。

## 経歴

### プロ入り前

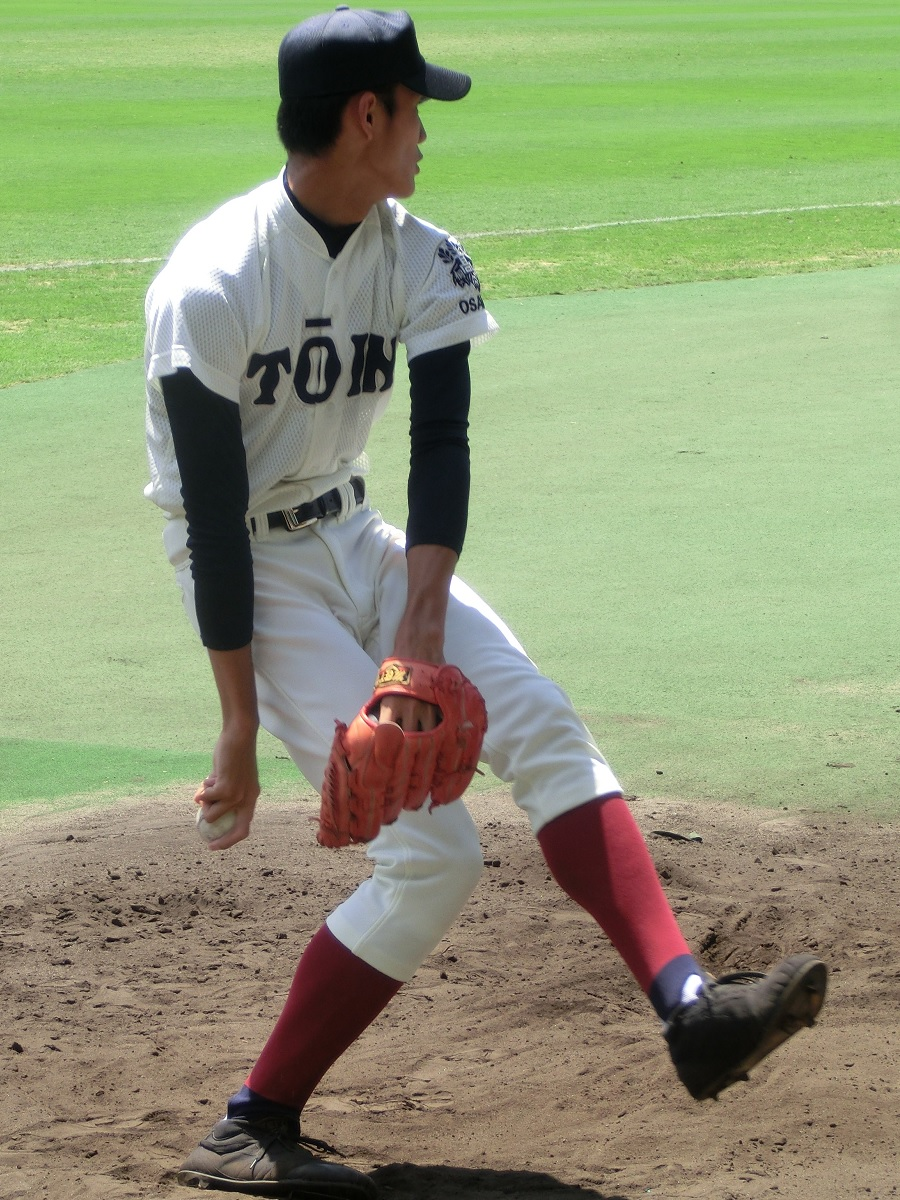
2012年8月20日、大阪桐蔭高校時代

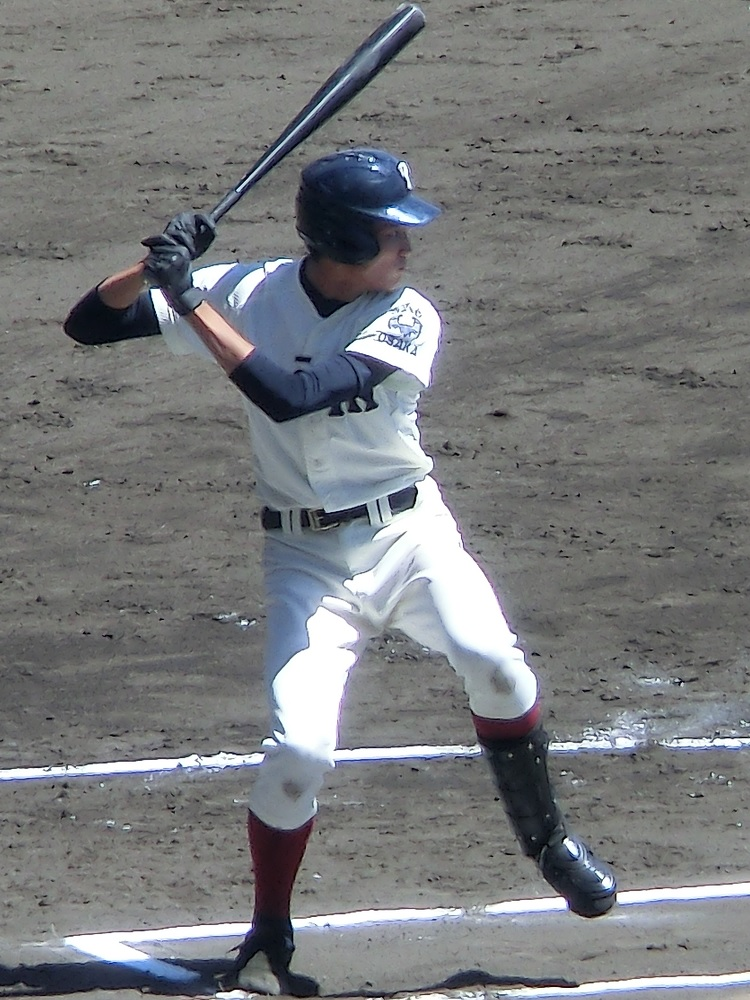
2012年8月20日、藤浪の打撃フォーム

小学1年生で「竹城台少年野球部」に入団し野球を始める。堺市立宮山台中学校時代は「大阪泉北ボーイズ」に所属。主に投手を務め、球速は最速142km/hを記録していた。3年時にはAA世界野球選手権大会の日本代表に選出され世界大会に出場。小学校卒業時で180.2cm、中学校卒業時で194cmの身長があった。幼少時代は父と一緒に巨人の試合をテレビで見ていた影響で読売ジャイアンツ（巨人）ファンだった。
大阪桐蔭高校へ進学し、1年夏からベンチ入り、2年春からエースとなった。1年後輩にあたる森友哉とバッテリーを組み、3年春のセンバツでは史上初の全5試合で150km/h以上を計測し優勝。同年夏の甲子園では準決勝の明徳義塾戦を9回2安打無失点8奪三振、決勝の光星学院戦では9回2安打無失点、決勝史上最多タイの14奪三振、決勝史上最速となる153km/hを記録する2日連続の2安打完封投球で勝利し、史上7校目の春夏連覇を達成。準決勝、決勝の連続完封は実に20年ぶりの快挙であった。甲子園での通算成績は76回を投げて防御率1.07・90奪三振。秋には第25回AAA世界野球選手権大会の日本代表に選出され、2次ラウンドの3連投を含む計4試合で24回1/3を投げて防御率1.11の成績を残し、ベストナインに相当する「オールスターチーム」に選出された。さらにこの大会での活躍などから、後に国際野球連盟の2012年18歳以下男子年間最優秀選手に選ばれた。10月のぎふ清流国体でも仙台育英高校と同時優勝し、松坂大輔を擁した横浜高校以来となる史上3校目の「高校三冠」を達成した。高校時代は「浪速のダルビッシュ」と呼ばれていた。
プロ野球ドラフト会議で、阪神タイガース、オリックス・バファローズ、東京ヤクルトスワローズ、千葉ロッテマリーンズの4球団から1巡目指名を受け、抽選の結果、阪神が交渉権を獲得した。契約金1億円+出来高5000万円、年俸1500万円で仮契約。背番号は「19」。担当スカウトは畑山俊二。

### 阪神時代

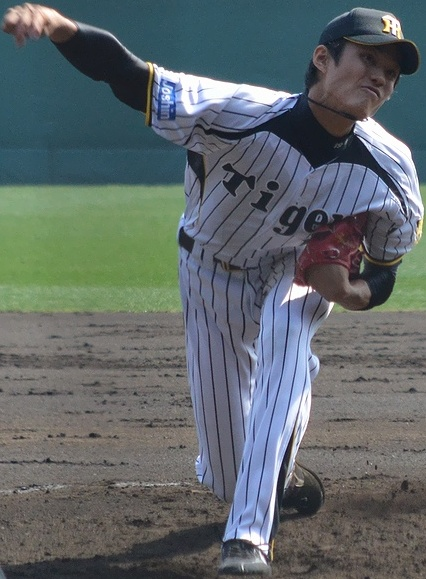
2013年10月12日、阪神甲子園球場にて、阪神タイガース時代

2013年3月31日の東京ヤクルトスワローズ戦（開幕3戦目、明治神宮野球場）でプロ初登板・初先発。6回を3安打2失点（自責点1）、7奪三振と好投したものの打線が無得点で敗戦投手となったが、高卒新人の開幕3戦目での先発登板は、ドラフト制施行以降では開幕4戦目に先発した松坂大輔・涌井秀章を抜き史上最速となった。本来は先発予定だった4月7日の対広島東洋カープ戦では、雨の影響で前日に先発予定だった岩田稔がスライド先発登板し、初のリリーフ登板を経験。2度目の先発登板となった4月14日の対横浜DeNAベイスターズ戦（阪神甲子園球場）で6回を被安打5, 4奪三振で無失点に抑えプロ初勝利を挙げた。4月は1962年の尾崎行雄と並ぶ高卒新人史上最多タイ（尾崎は高校中退のため、正確には高校3年生と同年齢での記録）となる3勝を挙げ、ドラフト制導入以降では史上初の記録となった。5月11日には背中の張りで登録を抹消されたが、復帰後の5月26日の対北海道日本ハムファイターズ戦（甲子園）では、高校3年のセンバツ以来となる大谷翔平との対戦が実現。5月末に4勝目を挙げた後、1か月近く勝利から遠ざかっていたが、7月14日の対DeNA戦（甲子園）で6勝目を挙げた。ドラフト制施行以降で、高卒新人がオールスター前に6勝を挙げたのは、2007年に田中将大が7勝して以来史上5人目、セントラル・リーグでは1967年に江夏豊が7勝して以来3人目であった。監督推薦でオールスターに選出され、2回を2安打無失点に抑えた。8月11日の対中日ドラゴンズ戦（ナゴヤドーム）ではプロ入り最多の投球回と投球数の9回132球2安打無失点で抑え、延長10回表に打線が勝ち越して勝利し、セ・リーグでは1967年の江夏豊以来となる高卒新人での5球団からの勝利を挙げた。さらに8月31日の対広島戦（甲子園）で、6回1失点で勝利投手となり、10勝目を挙げた。セ・リーグで高卒新人がシーズン10勝を挙げたのは、1967年の江夏豊以来46年ぶり5人目であった。8月には4勝・防御率1.09を記録し月間MVPに選ばれた。高卒新人が月間MVPを受賞するのは、セ・リーグでは、1987年8月の近藤真一以来、史上2人目。また、5月・6月に能見篤史、7月にランディ・メッセンジャーが月間MVPを受賞していたため、藤浪の受賞により阪神の投手が4か月連続で受賞となった。同一球団の投手が月間MVPを4か月連続で受賞するのは、同期間に4か月連続でパシフィック・リーグの月間MVPを受賞した東北楽天ゴールデンイーグルスの田中将大と共に史上初であった。9月7日の対巨人戦（甲子園）で7回4失点で敗戦投手となり、高校時代から続いていた甲子園での連勝記録が14（16戦）でストップするなど、9月以降は不調で勝ち星を上乗せできず、またチーム方針による球数制限が敷かれたことで、最終的に規定投球回（144回）に6回1/3達しなかった。セ・リーグでは、1967年の江夏豊以来46年ぶりとなる5人目の高卒新人10勝を記録し、日本シリーズ後の記者投票で藤浪が新人王に選ばれなかった場合に連盟で特別表彰することを発表した。クライマックスシリーズ (CS) ファーストステージでは、対広島戦のシーズン成績が2戦2勝（防御率0.75）だったことなどから、10月12日の第1戦（甲子園）で先発。ポストシーズン初戦で先発した高卒新人は史上初だったが、5回4失点で降板し、チームも試合に敗れた。シーズン終了後の11月23日には、甲子園球場で開かれたファン感謝デーで、ヤナセ・阪神タイガースMVP賞、フレッシュ大賞、阪神タイガース新人特別賞、敢闘賞を受賞。副賞として賞金1000万円とメルセデス・ベンツの自家用車が贈られた。同月25日には、ミキハウス・サンスポMVP表彰&ファン交歓会に出席、史上最年少でMVP大賞を受賞し、賞金100万円が贈られた。同月26日、プロ野球コンベンションで小川泰弘が新人王に選ばれたため、前述の発表に沿って、セ・リーグから連盟特別表彰として菅野智之と共に新人特別賞を受けた。12月3日には3倍増の推定年俸4500万円で契約を更改した。
2014年3月8日のオープン戦の対日本ハム戦（甲子園）で、先発投手として登板した大谷と高校3年のセンバツ以来2年ぶりに投げ合ったが、5回5失点で敗戦投手になった。一軍開幕直前の3月25日には、調整の一環でプロ入り後初めてウエスタン・リーグの公式戦（ナゴヤ球場の対中日戦）へ登板した。シーズン初登板となった開幕4戦目、4月1日の対中日戦（京セラドーム大阪）では、8回途中6失点で敗戦投手となった。4月15日の対広島戦（マツダスタジアム）では、6回表の第3打席で九里亜蓮から右中間にプロ初本塁打を記録し、7回を2失点に抑えシーズン初勝利。5月14日の対広島戦（米子市民球場）では、7イニングを投げてプロ入り後初の2桁奪三振（10奪三振）を記録。5月20日の対オリックス戦（京セラドーム大阪）では、2イニングを6失点（自責点4）の内容でプロ入り後、最短降板で3敗目を喫したが、6月17日の対日本ハム戦（甲子園）では、8回を投げて自己最多の13奪三振を記録した。オールスターゲームには、監督推薦で前年に続いて選出。7月15日の対中日戦（ナゴヤドーム）で、9回を自己最多タイの13奪三振1失点（自責点0）でプロ初完投勝利を記録。阪神甲子園球場の開場90周年となった8月1日の対DeNA戦では7イニングを投げ、11被安打10奪三振4失点で勝ち負けつかずの内容（試合は延長10回に阪神がサヨナラ勝利）だったが、江夏豊、村山実らに並ぶ球団タイの7者連続三振を記録した。9月19日の対中日戦（甲子園）で、7回3失点（自責点1）で勝利投手となり10勝目を挙げた。高卒1年目からの2年連続2桁勝利は2000年の松坂大輔以来14年ぶり、セ・リーグでは1968年の江夏豊以来46年ぶり。阪神では江夏以来2人目となった。ポストシーズンでは巨人とのCSファイナルステージでは第1戦（東京ドーム）の先発を任され6回まで無失点に抑える。7回に阿部慎之助にソロ本塁打を打たれ、さらに3連打で無死満塁とされたものの代打フレデリク・セペダを一塁併殺打、次の代打・井端弘和を一塁フライに打ち取り抑えて7回6被安打1失点の内容でポストシーズン初勝利を挙げた。なお、20歳6か月でのCSでの勝利投手はセ・リーグ最年少記録（パ・リーグCSおよびプレーオフを含めると史上5番目）、日本シリーズを含めたポストシーズンでは1962年の村山実を更新する球団最年少記録となった。オフの10月9日に日米野球2014の日本代表に選出された。また10月21日には、日本プロ野球80周年記念試合の阪神・巨人連合チームにも選出された。12月5日に4000万円増の推定年俸8500万円で契約を更改した。
2015年は開幕前の2月16日に「GLOBAL BASEBALL MATCH 2015 侍ジャパン 対 欧州代表」の日本代表に選出された。3月10日の第1戦に3番手として登板し、2回を投げている。シーズンでは5月20日の対巨人戦（甲子園）でプロ初完封勝利を挙げた。また、5月27日の対楽天戦（甲子園）では、自身最多イニングとなる10回を投げ、無失点の好投をした。6月3日の対ロッテ戦（甲子園）では、5月14日のヤクルト戦（神宮）から続くシーズン連続イニング無失点記録を26にまで伸ばしている中での登板となった。しかし7回途中、野手の失策により失点を許し、連続イニング無失点記録は32でストップとなった。オールスターゲームには監督推薦で3年連続の出場。3回を完全に抑えて投手では21歳3か月の最年少でMVPを受賞している。8月14日の対ヤクルト戦（神宮）で7回2失点に抑え3年連続の2桁勝利を達成。高卒1年目から3年連続の2桁勝利は2001年の松坂以来14年ぶりの史上9人目、セ・リーグでは1969年の江夏以来46年ぶりの史上3人目。また、9月15日の対中日戦（甲子園）では亀澤恭平を空振り三振にとり、シーズン200奪三振を達成した。高卒3年目でのシーズン200奪三振は、ダルビッシュ有以来の快挙となった。
オフの10月9日に第1回WBSCプレミア12の最終ロースター28名に選出された。阪神からは唯一の選出で、代表では背番号17を付けることを予定していた。しかし、レギュラーシーズンの終盤から右肩に炎症が起こっていることを踏まえ、10月22日に辞退した。12月19日に倍増の推定年俸1億7000万円で契約を更改。入団4年目の選手としては球団史上最高額となった。

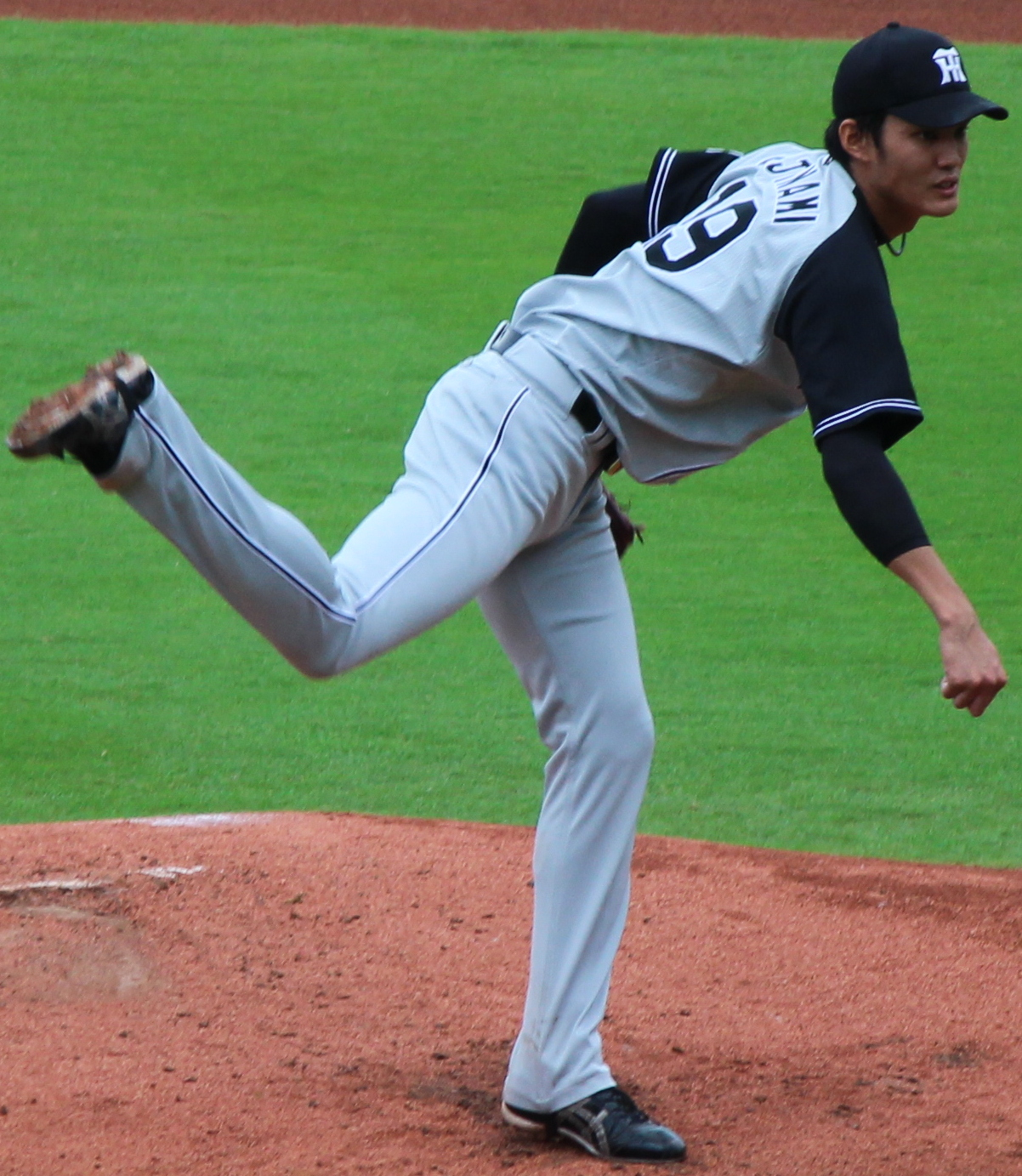
2016年9月22日、マツダスタジアムにて

2016年3月29日の対ヤクルト戦（神宮球場）でシーズン初登板。シーズンオフでの右肩の炎症があり、オープン戦でも不調だったが、9回途中2失点（自責1）で勝利投手となった。4月12日の対DeNA戦（甲子園）では、プロ初の三塁打を打ち、この試合までで3戦3勝と順調な滑り出しを見せたが、この次の登板以降は6試合勝ちが付かないなど精彩を欠いた。7月8日の対広島13回戦（甲子園）では、立ち上がりに四死球を絡めて失点し、そのまま崩れてしまうという投球を数試合続けていた藤浪に161球を投げさせるという監督・金本知憲による采配があり、議論を呼んだ。オールスターゲームには4年連続で監督推薦で出場した。7月29日での対中日16回戦（甲子園）では、史上19人目となる1イニング4奪三振を達成した。8月5日の対ヤクルト戦（神宮）で64日ぶりに勝利投手になり、阪神の高卒新人では最速となる95試合目での通算40勝目を達成するなど、シーズン最終盤では立ち直る気配を見せたもののシーズン全体として不振が続いたため、前年の半分となる7勝に終わり、入団からの連続2桁勝利は3年で途切れた。オフの10月18日に「侍ジャパン 野球オランダ代表 野球メキシコ代表 強化試合」の日本代表に選出された。12月27日、前年から1000万円減となる推定年俸1億6000万円で契約を更改。プロ4年目で初のダウンとなった。
2017年1月24日に第4回WBCの日本代表に選出された。3月10日に行われた1次ラウンド中国戦に先発の武田翔太に続く第2先発としてWBC初登板を果たし、4者連続三振を奪うなどしたものの同時に2つの四死球を与えるなど安定感を欠き、結局それ以降当大会での登板はなかった。シーズンでは、WBCの影響による調整不足が不安視される中、当初の予定通り4月4日の対ヤクルト戦（京セラドーム）でシーズン初登板。5回2失点で敗戦投手となった。序盤では7試合に先発として登板し、3勝3敗、防御率2.66という数字を残すも平均投球回が6回を満たさない上に36四死球を出すなど制球難に陥り5月27日に登録抹消された。成績不振による再調整は自身初となった。8月16日に2か月半ぶりの復帰となった広島戦（京セラドーム大阪）で一軍・先発登板を任されるも4回2/3で与四球5・与死球2（大瀬良大地と菊池涼介）を全て右打者に与える結果となり投手交代。翌8月17日に再度登録抹消となった。10日後の8月27日に再昇格し、東京ドームの巨人戦に先発。6回まで無失点に抑えるが、7回一死から村田修一に死球を与えたのをきっかけに6失点（藤浪本人の自責点は3）を喫し敗戦投手になった。9月5日の広島戦（マツダスタジアム）に先発するが、3回に丸佳浩に死球を与え、4回終了時点で降板。9月12日の巨人戦（甲子園）でも、4回に坂本勇人に死球を与え降板した。この試合がレギュラーシーズン最後の登板となり、前年すら下回る3勝に終わった。クライマックスシリーズでは第3戦の6回から、4年ぶり2度目のリリーフ登板を果たし、2回を1安打無失点に抑えた。オフには前年から4000万円減の推定年俸1億2000万円で契約を更改した。
2018年は開幕2戦目となった3月31日の巨人戦（東京ドーム）でシーズン初登板を果たしたが5回4失点で勝ち負けは付かず。6月15日の楽天戦（楽天生命パーク宮城）で6回9奪三振無失点と好投しシーズン初勝利を挙げ、2017年5月4日以来の勝利投手となったものの、制球難を克服するまでには至らず基本的に不安定な投球が続き一軍と二軍との昇降格を繰り返した。7月27日の降格後はおよそ1か月半の間二軍調整に徹し、9月16日に一軍に昇格。昇格即先発となった16日の対DeNA戦（横浜）で、7月26日の対広島戦（甲子園）以来52日ぶりに一軍登板し、6月27日の対DeNA戦（横浜）以来81日ぶりとなる3勝目を挙げた。この試合では田中健二朗からシーズン初安打となる左翼スタンドへの満塁本塁打を記録。投手による満塁本塁打はバルビーノ・ガルベスが1999年8月13日に横浜戦（横浜）で打って以来19年ぶり、通算19本目の快挙であった。その後、22日の対広島戦（マツダ）では6回7安打4失点で4勝目、29日の対中日戦（ナゴヤ）では9回を5安打無失点で投げ抜き、自身2年ぶりとなる完封で5勝目を挙げた。なお、この勝利で通算50勝に到達。高卒6年目以内での50勝到達は球団では江夏豊（3年目：1969年）以来2人目で右投手では球団史上最速であった。オフには3600万円減の推定年俸8400万円で契約を更改した。
2019年はオープン戦中盤に二軍降格すると、その後も昇格することなくプロ入り後初めて開幕を二軍で迎えた。8月1日にシーズン初昇格を果たすと、同日の対中日戦（甲子園）でシーズン初登板初先発（4回1/3を1失点で勝敗付かず）。翌2日に登録抹消されるとそのまま二軍でシーズンを終え、結果的に一軍での試合出場は前述の1試合のみに止まった他、プロ入り後初めて一軍未勝利に終わった。二軍でもシーズンを通して好不調の波が激しく、安定した投球を見せることができず自ら「キャリア最低の年」と評すほどであった。シーズンオフには減額制限上限（25％）となる2100万円減の推定年俸6300万円で契約を更改。
2020年はCOVID-19の影響から公式戦開幕が不透明となる中で、嗅覚の異常を訴えて3月24日に耳鼻咽喉科と内科を受診。25日に兵庫県内の別の病院を受診したところ、26日に陽性が判明した。大阪府内、158例目のCOVID-19発症者で、一緒に食事をした伊藤隼太と長坂拳弥も検査を行い共に陽性であった。。当初、伊藤、長坂の名前が公表されずに藤浪だけ発表されたが、「啓蒙や周知につながるのであれば」という藤浪本人の意向で名前が先に出されることになった。また、28日に藤浪と一緒に食事をした大阪市の20代女性2人が新型コロナウイルスに感染したことが発表され、29日には同様に神戸市の20代女性の感染も発表された。大阪府のホームページが4月7日14時に発表した報道資料によると伊藤、藤浪、長坂の3選手の職業欄には当初「スポーツ選手」と記載されたものが選手本人の依頼により「自営業」に訂正され、一部報道で感染の隠蔽が指摘された。4月23日に記者会見を開き、自身の行動を謝罪した。開幕後は二軍スタートとなり、7月23日に一軍昇格。8月21日に約1年11か月ぶりの勝利を挙げるも安定はせず、9月5日には球団ワーストとなる5回途中11失点を喫し、9月14日に登録抹消。しかし、同月25日に球団内でコロナウイルスの集団感染が発生したことで翌26日に緊急昇格。以降は中継ぎとして12試合に登板し13回7被安打3失点0四死球 防御率2.08、9月28日の対中日戦でプロ初ホールドを記録するなど安定した活躍を見せた。10月19日のヤクルト戦（甲子園）で自己最速と球団最速を更新する162km/hを記録した。12月16日、前年から300万円減となる推定年俸6000万円で契約を更改。2016年の推定年俸1億7000万円から5年連続でのダウンとなった。
2021年は自身初の開幕投手に指名され3年ぶりに開幕ローテーション入りし、3月26日のヤクルト戦（神宮球場）に先発。5回を投げ103球を費やし5四球を出すなど制球に苦しんだが2失点に抑え、勝利投手の権利を持ったまま降板した。最終的に勝利投手にはならなかったがチームは開幕戦白星を飾った。4月9日のDeNA戦（横浜スタジアム）では7回を投げ序盤4四球を出しながらも尻上がりに調子を上げ、最終的に2失点に抑えシーズン初勝利を挙げた。この勝利は前年8月21日のヤクルト戦以来22戦ぶりだった。4月16日の対ヤクルト戦（甲子園球場）では5回2/3を投げ5四球とまたも四球を連発しながらも無失点に抑えると打撃でも石川雅規から先制2点本塁打を打ち、藤浪の打った2点本塁打のみでチームは勝利した。投手が打った本塁打の得点だけでチームが勝利したのは1973年8月30日の江夏豊以来48年ぶりで藤浪にとっても甲子園で打った初めての本塁打となった。阪神の投手が打った本塁打が決勝点となったのは2017年7月23日のヤクルト戦で記録したランディ・メッセンジャー以来4年ぶりだった。そして藤浪が甲子園で勝利投手になったのは4年ぶりだった。シーズンの成績は21試合の登板で3勝3敗、防御率5.21。12月8日、前年から1100万円減となる推定年俸4900万円で契約を更改。2016年の推定年俸1億7000万円から6年連続でのダウンとなった。
2022年は春キャンプから順調な仕上がりを見せ、開幕カード2戦目の登板を内定させた。ところが、開幕投手を務めることが明言されていた青柳晃洋の新型コロナウイルス感染が開幕を1週間後に控えた3月17日に判明したため、結果的に藤浪が2年連続となる開幕投手の大役を任されることとなった。開幕戦となる3月25日の対ヤクルト戦（京セラ）では、7回3失点ながらも味方の大量援護を受け勝利投手の権利を持って降板したが、後続投手が打ち込まれてチームは逆転負け。前年に引き続き、中継ぎに開幕勝利投手の権利を消される憂き目を見ることとなった。翌登板の4月1日の対巨人戦（東京ドーム）では、キャリア初となる「1試合3被本塁打」「初回2者連続被本塁打」を記録。8日の対広島戦ではこれも自身初となる「3試合連続初回失点」を記録した。14日の対中日戦での登板も予定されていたが、13日に新型コロナウイルス感染が判明し登録を抹消された。その後、療養を経て29日の二軍戦で実戦復帰。以降も二軍戦では安定感のある投球を披露し、5月31日に中継ぎとして一軍に再昇格した。その後一定の成績を残したため、6月13日に先発再調整のため再度二軍へ向かった。7月6日の対広島戦での昇格が見込まれていたものの、5日の試合が雨で中止になりローテーションがずれ込んだことで、登板は翌週以降に持ち越しとなった。ところが、それ以降7月の間は投手陣が軒並み非常に優秀な成績を残したため藤浪を一軍で起用する余地がなく、結局一軍復帰は8月6日の対広島戦（マツダ）となった。この登板では7回途中を2失点に抑えて勝利投手の権利を得るも、チームが9回に逆転負けを喫したため勝敗はつかなかった。翌登板となる13日の対中日戦（京セラ）では、7回を4安打無四球1失点に抑える好投を見せるも、味方の援護なく2敗目を喫した。20日の対巨人戦（東京ドーム）では7回6安打無四球1失点と好調を維持し、491日ぶりとなる先発白星を挙げた。9月9日の対DeNA戦（横浜）では、プロ通算1000奪三振をNPB史上8番目の速さで達成した。19日以降は、自身の登板予定がないことからリリーフとしてブルペン待機することとなった。23日の対広島戦（マツダ）では5回から3番手として登板。2回を投げて無失点に抑え、3勝目を手にした。再昇格後は先発登板した7試合中6試合でクオリティ・スタートを達成する、全試合で与四死球を3以下に抑えるなど、特筆すべき安定感を示した。オフの10月17日にポスティングシステムを利用したMLB挑戦が発表された。代理人はスコット・ボラス。12月1日にMLBにポスティングの申請が受理された。

### アスレチックス時代
2023年1月14日にオークランド・アスレチックスと年俸325万ドル（約4億3900万円）＋ 出来高100万ドル（約1億2800万円）の単年契約を結んだ。背番号は「11」。
この年は開幕ロースター入りを果たし、4月1日のロサンゼルス・エンゼルス戦でMLB初登板したが、2回1/3を投げて8失点という結果に終わり、敗戦投手になった。その後も先発で失点を重ねたため中継ぎに転向。以降は中継ぎ登板のみで5勝を挙げるなど安定したピッチングを見せており、特に6月以降は、19回1/3を投げて20奪三振、防御率3.26。18日のレッドソックス戦では1回無失点と好投し、20日から11試合連続無四球という成績を残した。7月の月間成績は7試合登板で2勝1敗1ホールド、防御率2.25だった。

### オリオールズ時代

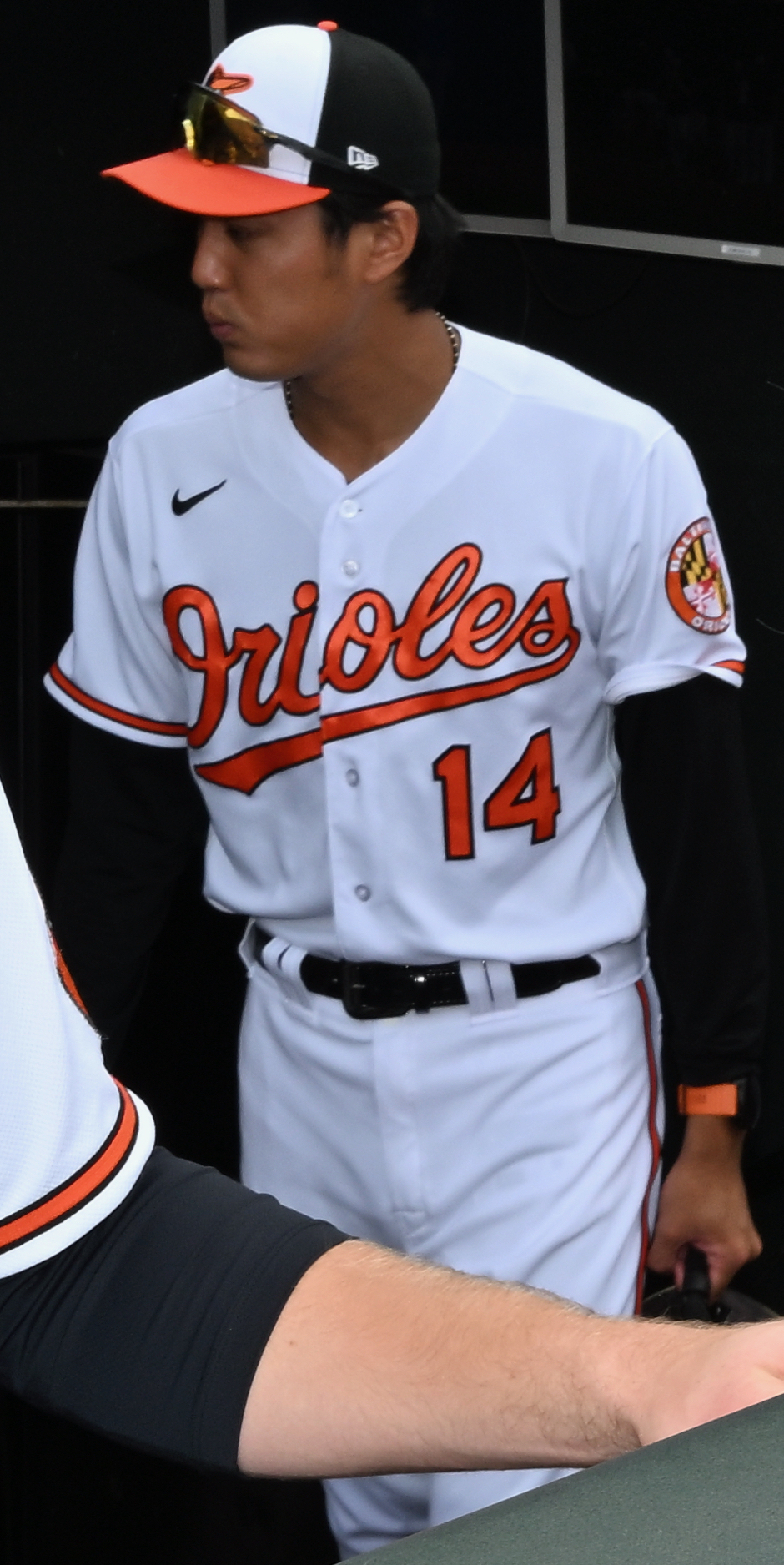
2023年8月6日、ボルチモア・オリオールズ時代

2023年7月19日、3Aに所属するイーストン・ルーカス投手とのトレードで、ボルチモア・オリオールズに移籍した。背番号は「14」。
7月21日、タンパベイ・レイズ戦で7回に2番手（リリーフ）として移籍後初登板したが、先頭打者のホセ・シリに初球高めのストレート（99mph・約159.9km/h）を投げたが、それをうまく捉えられソロ本塁打を打たれた。だが後続の打者を抑え1回を投げきり、1被本塁打1奪三振1失点でマウンドを降りた。8月7日に行われたメッツ戦の8回に救援登板し、移籍後初のホールド、日本投手最速となる102.6mph（約165.1km/h）を記録した。同年オフの11月3日にFAとなった。

### メッツ傘下時代
2024年2月14日、ニューヨーク・メッツと年俸335万ドル（約5億300万円）＋ 出来高85万ドル（約1億3000万円）の単年契約を結んだ。背番号は「19」。
3月24日、オープン戦から制球難に苦しみ、5登板で防御率12.27と結果を残せず、AAA級シラキュース・メッツへのマイナー降格が発表された。5月14日にメジャー昇格するも、右肩痛を理由として同日に故障者リスト入りした。6月5日から60日間の故障者リストに移行。3Aでは14試合に登板して1勝0敗、防御率10.95。12回1/3を投げ27四死球だった。7月26日にメジャー選手登録の40人枠から外され、DFAとなった。そのままMLBで投げることは無かった。オフの11月1日にFAとなった。

### マリナーズ傘下時代
2025年1月17日、シアトル・マリナーズとマイナー契約を結んだことが発表された。キャンプ招待選手としてスプリングトレーニングに参加したが、シーズン開幕をマイナーで迎えた。AAA級タコマ・レイニアーズで21試合に登板し、2勝1敗4ホールド、防御率5.79の成績を挙げていたが、6月11日の試合を最後に登板機会がなく、17日に自由契約となった。

### DeNA時代
2025年7月16日に横浜DeNAベイスターズが獲得を発表した。背番号は27。同月18日に支配下選手登録が公示された。同日に入団会見が行われ、オファーがあった中でDeNAから最も熱があったことが入団の決め手であり、古巣・阪神からのオファーはなかったことを明かした。26日のイースタン・リーグ公式戦で、藤浪にとっては約1か月半ぶりの実戦となる、DeNA入団後の初の登板をした。2度目の登板まで及第点の投球内容を見せていたものの、3度目の実戦では、先発で5回を投げる予定が、3回1/3を投げて与四死球7、自責点3と乱調で、順調なら次回登板は一軍戦となる予定だったところを一度は二軍調整を継続する方針がとられた。しかし、一軍の9連戦の日程（8月6日〜13日）で先発の駒が不足する事態になったため、藤浪を一軍で先発登板させる方針に急転する。監督の三浦大輔も取材に対して9連戦期間中の藤浪の先発登板を明言し、8月10日に一軍の練習に合流した。実際には雨天中止の試合を挟んだことでローテーション再編となり、この9連戦中の一軍デビューはなく、8月17日の対中日戦（バンテリンドーム ナゴヤ）での先発登板がDeNA移籍後のデビュー戦となった。藤浪の投球を警戒して相手スタメン9人全員が左打者という対策を講じられた中、5回を投げ1失点の投球内容で勝ち負けはつかなかった。

## 選手としての特徴
| 球種         | 配分 % | 平均球速 km/h |
| ------------ | ------ | ------------- |
| フォーシーム | 54     | 151           |
| スライダー   | 32     | 137           |
| スプリット   | 7      | 140           |
| カーブ       | 4      | 123           |
| ツーシーム   | 3      | 145           |

スリークォーターから繰り出す平均球速98.4mph（約158.4km/h、2023年シーズン）・最速102.6mph（約165.1km/h）の動く速球（フォーシーム・ツーシーム）と、スライダーに近いカットボールで全投球の9割を占め、その他に平均約141km/hのスプリット、スライダー、カーブも使用する。長身を活かしボールに角度をつけることよりも、打者との距離の近さを意識しているという。一方では制球難が課題とされており、入団4年目までは42勝を挙げたが、その後は伸び悩み10年目の時点で通算57勝しか達成できなかった要因とされている。
好投手の条件として修正能力の高さを挙げている。また、球速よりも球質を重視しており、「ストレート一本で抑えるのが究極の理想。でも実は達成できるものではないとも思う。だから試合では勝ちにこだわるピッチングをする」と現実的な理論を語っている。
大阪桐蔭時代の監督の西谷浩一からは「ダルビッシュほどの器用さは持ち合わせていない粗さが残る投手。でも、この粗さが投手としての良さのひとつ」「ダルビッシュよりもリッチ・ゲイルに似ている」と評された。
プロ1年目の2013年には、左足を三塁側に踏み出すフォームで右打者には強みを見せた一方、左打者に苦戦した。同年の秋季キャンプ以降は、中西清起一軍投手コーチの勧めで、三塁側に3足ほど踏み出していた左足と右足の歩幅を、1足半程度に縮めた。
打者としても2014年にプロ初本塁打を打った他、2015年には二塁打2本を含む8安打、6打点、得点圏打率.353の成績を残すなど勝負強さを見せた。2018年には日本プロ野球史上、投手としてはバルビーノ・ガルベス以来の満塁本塁打を打った。2021年には甲子園球場でプロ3本目の本塁打を打った。
江夏豊は阪神入団直後の藤浪にキャッチボールを疎かにしていると苦言を呈していたが、それはその後の低迷を先見したものとなっている。

## 人物・エピソード
愛称は「フジ」。
幼少のころから、勤勉で地道な努力を惜しまず、2歳から中学3年まで続けた水泳では泳力検定1級を取得した。学生時代の得意教科は英語。幼少期から英語教室に通い、中学3年で英語検定準2級を取得。大阪桐蔭高校進学時は進学コースの受験を望んだが、野球部員はIII類（体育・芸術コース）の在籍が条件であり、やむなく進路変更した。読書を好み、野球関係の書籍以外に東野圭吾や山田悠介の小説を愛読している。2014年からアコースティックギターを始め、2015年の春季キャンプではキャンプ地にも持ち込んでいる。
『ビッグコミックスピリッツ』で連載していた野球漫画『ラストイニング』には、藤浪をモデルとした「大阪の強豪校・難波南洋高校のエース藤村」が登場する。その縁から、作画担当の中原裕が2014年の阪神春季キャンプ中の藤浪にインタビューを行った。また同年4月7日発売の19号では、同作品の連載完結記念企画として、その模様をまとめた記事が掲載された。野球漫画『ROOKIES』の作者で阪神ファンでもある森田まさのりは、同作品と阪神球団のコラボレーションによる2014年のキャンペーン向けに「藤浪がホームゲームで155km/hのストレートを投げる姿」をイラストで描き下ろしている。
野球漫画『H2』のファン。「野球としても面白いし、あだちさん作品独特の甘酸っぱさが好き」と述べている。
学生時代からMr.Childrenの大ファンで、自身の登場曲にも多くの楽曲を使用している（後述）。
毎シーズンオフの自主トレーニングのスタート場所には母校・大阪桐蔭高のグラウンドを選んでおり、「自分自身の原点。いい時の経験、苦しかった時の経験を思い出す場所に立ち返るところから始めたい」と語っている。また、自主トレなどで同校グランドを訪れる際には、同高校野球部監督である西谷浩一の大好物・スナック菓子「ベビースターラーメン」を差し入れすることが毎年恒例であり、同菓子の差し入れ数量は年々増加している（2016年・600袋、2017年・750袋、2018年・780袋、2019年・800袋）。これが話題となり、2019年1月に「ベビースターラーメン」の製造会社・おやつカンパニーから藤浪へ感謝状と非売の御礼品などが贈られた。これに対し藤浪は「本当にビックリ。正直ギャグで始めたことだったのですが（笑）、まさかおやつカンパニーさんから、こんな品物が届くとは思っていなかった」と驚きと感激を口にしつつ、「是非とも西谷監督に報告したいと思います」とコメントした。
阪神では梅野隆太郎、岩貞祐太、岩崎優らと親交が深い。他球団では前田健太、大瀬良大地、大谷翔平、則本昂大、ダルビッシュ有らと親交があり、オフには合同自主トレーニングを度々行なっている。
2014年2月25日、対外試合初登板となる韓国LGツインズとの練習試合にて、186km/hと誤表示された際に「人類最速が出ました」と発言した。
2021年1月26日、Instagramを開設した。

## イップス議論
2016年シーズンより制球難を露呈するなど不調に陥った。2017年は特に右打者内角への制球に苦しみ右打者に対する与四死球が増加。一軍では右打者頭部付近への死球により乱闘騒ぎとなったほか、二軍でも頭部死球による危険球退場を経験した。この不調の原因として「イップスの発症である」とする声が複数挙がり、様々な臆測を呼んだ。
これに対し、一部の野球解説者・評論家は藤浪の制球難をイップスと断定することに否定的な立場を示している。阪神OBである江本孟紀は、2016年時点で心の問題ではなく走り込み不足が要因であると指摘した。桑田真澄は2018年3月に行った藤浪との対談で「藤浪くんに足りないのは技術力」と述べている。また、谷繁元信、落合博満、2019年秋季キャンプから臨時コーチとして藤浪を直接指導した山本昌なども、メンタル面ではなくあくまで技術面の問題であると指摘した。
藤浪本人は「技術的根拠がなくフィーリングだけでやってきた」ことが制球難の要因である可能性に自ら言及。前述した乱闘騒ぎの際には、試合中に捕手の梅野に対して「直球のリリースの感覚がないんです」と告白したことを明かしている。2017年のシーズンオフに取り組んだ本格的な動作解析により、疲労の蓄積や筋肉量の増大などによって「体の使い方のズレ」が生じていることが判明。その結果、体を正しく操るための技術不足が制球難の要因だと結論付けられた。それ以降は各年のオフ期間を中心に、様々な科学的・理論的アプローチから身体機能を解析・分析し「安定して立ち返れる場所」、新たな「技術的根拠」の確立に取り組んでいる。また、ダルビッシュ有やクレイトン・カーショウらとの合同自主トレでは、大幅な肉体改造などにも取り組んだ。
藤浪の制球難による与死球は他球団や選手からも警戒されており、藤浪の先発時には相手チームが右打者の主力選手をスタメンから外すほか、右打者に左の代打を連発されている。2025年の日本球界復帰後の一軍初先発登板時には相手チーム・中日はスタメン9人全員を左打者にし、打撃統括コーチ・松中信彦がこのような起用について、右打者への死球のみならず、警戒して踏み込めずに打撃の調子を崩すことも考慮したと理由を明言している。この試合で藤浪は極端な抜け球はない投球を見せており、野球解説者の佐伯貴弘や岩本勉は、この起用がかえって藤浪の心にゆとりを持たせたのではないかと推測している。試合後、藤浪自身もこの相手の起用法について言及しており、「勝手に嫌がってくれる分には好きなだけ嫌がってくださいと。自分はまた左（打者）が並んだということで、球種の使い方が変わるなと思っただけですね」と冷静なコメントを出している。

## 詳細情報

### 年度別投手成績
| 年 度     | 球 団     | 登 板 | 先 発 | 完 投 | 完 封 | 無 四 球 | 勝 利 | 敗 戦 | セ 丨 ブ | ホ 丨 ル ド | 勝 率 | 打 者 | 投 球 回 | 被 安 打 | 被 本 塁 打 | 与 四 球 | 敬 遠 | 与 死 球 | 奪 三 振 | 暴 投 | ボ 丨 ク | 失 点 | 自 責 点 | 防 御 率 | W H I P |
| --------- | --------- | ----- | ----- | ----- | ----- | -------- | ----- | ----- | -------- | ----------- | ----- | ----- | -------- | -------- | ----------- | -------- | ----- | -------- | -------- | ----- | -------- | ----- | -------- | -------- | ------- |
| 2013      | 阪神      | 24    | 23    | 0     | 0     | 0        | 10    | 6     | 0        | 0           | .625  | 563   | 137.2    | 119      | 10          | 44       | 0     | 2        | 126      | 8     | 0        | 48    | 42       | 2.75     | 1.18    |
| 2014      | 阪神      | 25    | 25    | 2     | 0     | 0        | 11    | 8     | 0        | 0           | .579  | 704   | 163.0    | 150      | 6           | 64       | 0     | 11       | 172      | 6     | 0        | 79    | 64       | 3.53     | 1.31    |
| 2015      | 阪神      | 28    | 28    | 7     | 4     | 1        | 14    | 7     | 0        | 0           | .667  | 840   | 199.0    | 162      | 9           | 82       | 0     | 11       | 221      | 9     | 0        | 70    | 53       | 2.40     | 1.23    |
| 2016      | 阪神      | 26    | 26    | 2     | 1     | 0        | 7     | 11    | 0        | 0           | .389  | 734   | 169.0    | 152      | 11          | 70       | 0     | 8        | 176      | 6     | 1        | 78    | 61       | 3.25     | 1.31    |
| 2017      | 阪神      | 11    | 11    | 0     | 0     | 0        | 3     | 5     | 0        | 0           | .375  | 271   | 59.0     | 53       | 5           | 45       | 0     | 8        | 41       | 5     | 0        | 30    | 27       | 4.12     | 1.66    |
| 2018      | 阪神      | 13    | 13    | 1     | 1     | 0        | 5     | 3     | 0        | 0           | .625  | 326   | 71.0     | 70       | 5           | 47       | 0     | 4        | 70       | 5     | 0        | 45    | 42       | 5.32     | 1.65    |
| 2019      | 阪神      | 1     | 1     | 0     | 0     | 0        | 0     | 0     | 0        | 0           | .000  | 23    | 4.1      | 4        | 0           | 6        | 0     | 2        | 3        | 0     | 0        | 1     | 1        | 2.08     | 2.31    |
| 2020      | 阪神      | 24    | 11    | 0     | 0     | 0        | 1     | 6     | 0        | 7           | .143  | 341   | 76.1     | 71       | 5           | 40       | 1     | 2        | 85       | 4     | 0        | 47    | 34       | 4.01     | 1.45    |
| 2021      | 阪神      | 21    | 6     | 0     | 0     | 0        | 3     | 3     | 0        | 4           | .500  | 238   | 48.1     | 47       | 4           | 40       | 0     | 4        | 52       | 8     | 1        | 29    | 28       | 5.21     | 1.80    |
| 2022      | 阪神      | 16    | 10    | 0     | 0     | 0        | 3     | 5     | 0        | 0           | .375  | 276   | 66.2     | 58       | 6           | 21       | 1     | 3        | 65       | 5     | 0        | 28    | 25       | 3.38     | 1.19    |
| 2023      | OAK       | 34    | 7     | 0     | 0     | 0        | 5     | 8     | 0        | 3           | .385  | 231   | 49.1     | 52       | 6           | 30       | 1     | 5        | 51       | 4     | 0        | 48    | 47       | 8.57     | 1.66    |
| 2023      | BAL       | 30    | 0     | 0     | 0     | 0        | 2     | 0     | 2        | 2           | 1.000 | 126   | 29.2     | 21       | 3           | 15       | 0     | 2        | 32       | 4     | 0        | 17    | 16       | 4.85     | 1.21    |
| '23計     | BAL       | 64    | 7     | 0     | 0     | 0        | 7     | 8     | 2        | 5           | .467  | 357   | 79.0     | 73       | 9           | 45       | 1     | 7        | 83       | 8     | 0        | 65    | 63       | 7.18     | 1.49    |
| NPB：10年 | NPB：10年 | 189   | 154   | 12    | 6     | 1        | 57    | 54    | 0        | 11          | .514  | 4316  | 994.1    | 886      | 61          | 459      | 2     | 55       | 1011     | 56    | 2        | 455   | 377      | 3.41     | 1.35    |
| MLB：1年  | MLB：1年  | 64    | 7     | 0     | 0     | 0        | 7     | 8     | 2        | 5           | .467  | 357   | 79.0     | 73       | 9           | 45       | 1     | 7        | 83       | 8     | 0        | 65    | 63       | 7.18     | 1.49    |

- 2024年度シーズン終了時
- 各年度の太字はリーグ最高

### WBC投手成績
| 年 度 | 球 団 | 登 板 | 先 発 | 完 投 | 完 封 | 無 四 球 | 勝 利 | 敗 戦 | セ 丨 ブ | ホ 丨 ル ド | 勝 率 | 打 者 | 投 球 回 | 被 安 打 | 被 本 塁 打 | 与 四 球 | 敬 遠 | 与 死 球 | 奪 三 振 | 暴 投 | ボ 丨 ク | 失 点 | 自 責 点 | 防 御 率 | W H I P |
| ----- | ----- | ----- | ----- | ----- | ----- | -------- | ----- | ----- | -------- | ----------- | ----- | ----- | -------- | -------- | ----------- | -------- | ----- | -------- | -------- | ----- | -------- | ----- | -------- | -------- | ------- |
| 2017  | 日本  | 1     | 0     | 0     | 0     | 0        | 0     | 0     | 0        | 0           | ---   | 8     | 2        | 0        | 0           | 1        | 0     | 1        | 4        | 0     | 0        | 0     | 0        | 0.00     | 0.50    |

### 年度別守備成績
| 年 度     | 球 団     | 投手  | 投手  | 投手  | 投手  | 投手  | 投手     |
| 年 度     | 球 団     | 試 合 | 刺 殺 | 補 殺 | 失 策 | 併 殺 | 守 備 率 |
| --------- | --------- | ----- | ----- | ----- | ----- | ----- | -------- |
| 2013      | 阪神      | 24    | 5     | 23    | 2     | 5     | .933     |
| 2014      | 阪神      | 25    | 10    | 26    | 6     | 2     | .857     |
| 2015      | 阪神      | 28    | 10    | 33    | 4     | 2     | .915     |
| 2016      | 阪神      | 26    | 10    | 30    | 3     | 2     | .930     |
| 2017      | 阪神      | 11    | 5     | 9     | 2     | 2     | .875     |
| 2018      | 阪神      | 13    | 7     | 10    | 3     | 2     | .850     |
| 2019      | 阪神      | 1     | 0     | 2     | 0     | 0     | 1.000    |
| 2020      | 阪神      | 24    | 5     | 16    | 2     | 1     | .913     |
| 2021      | 阪神      | 21    | 5     | 4     | 0     | 0     | 1.000    |
| 2022      | 阪神      | 16    | 0     | 11    | 2     | 0     | .846     |
| 2023      | OAK       | 34    | 3     | 1     | 0     | 0     | 1.000    |
| 2023      | BAL       | 30    | 3     | 0     | 0     | 0     | 1.000    |
| '23計     | BAL       | 64    | 6     | 1     | 0     | 0     | 1.000    |
| NPB：10年 | NPB：10年 | 189   | 57    | 164   | 24    | 16    | .902     |
| MLB：1年  | MLB：1年  | 64    | 6     | 1     | 0     | 0     | 1.000    |

- 2024年度シーズン終了時

#### タイトル
- 最多奪三振：1回（2015年）

### 表彰

#### アマチュア時代
- U-18男子年間最優秀選手（2012年）
- 第25回AAA世界野球選手権大会 オールスターチーム（2012年）

#### プロ時代
- 月間MVP：1回（2013年8月）
- セ・リーグ連盟特別表彰：1回（新人特別賞：2013年[注 4]）
- オールスターゲームMVP：1回（2015年第1戦）
- ヤナセ・阪神タイガースMVP賞：1回（2013年）[259]
- サンスポMVP大賞：3回（2013年 - 2015年）[260]
- 関西スポーツ賞 特別賞：1回（2016年）[261]

### 記録

#### NPB初記録

##### 投手記録
- 初登板・初先発：2013年3月31日、対東京ヤクルトスワローズ3回戦（明治神宮野球場）、6回2失点（自責点1）で敗戦投手[19][262]
- 初奪三振：同上、1回裏に岩村明憲から見逃し三振[262]
- 初勝利：2013年4月14日、対横浜DeNAベイスターズ3回戦（阪神甲子園球場）、6回無失点[25]
- 初完投勝利：2014年7月15日、対中日ドラゴンズ14回戦（ナゴヤドーム）、9回1失点（自責点0）13奪三振[66]
- 初完封勝利：2015年5月20日、対読売ジャイアンツ10回戦（阪神甲子園球場）、9回2被安打10奪三振
- 初ホールド：2020年9月29日、対中日ドラゴンズ16回戦（阪神甲子園球場）、8回表に登板、1回無失点

##### 野手記録
- 初打席：2013年3月31日、対東京ヤクルトスワローズ3回戦（明治神宮野球場）、3回表に八木亮祐から空振り三振
- 初打点：2013年4月14日、対横浜DeNAベイスターズ3回戦（阪神甲子園球場）、5回裏に三浦大輔から一塁スクイズバント[25]
- 初安打：2013年4月28日、対横浜DeNAベイスターズ6回戦（横浜スタジアム）、6回表に三浦大輔から右中間二塁打[263]
- 初本塁打：2014年4月15日、対広島東洋カープ1回戦（MAZDA Zoom-Zoom スタジアム広島）、6回表に九里亜蓮から右越ソロ[61]

##### 節目の記録
- 1000奪三振：2022年9月9日、対横浜DeNAベイスターズ23回戦（横浜スタジアム）、4回裏に宮﨑敏郎から空振り三振 ※史上154人目[264]

##### その他の記録
- 7者連続奪三振：2014年8月1日、対横浜DeNAベイスターズ13回戦（阪神甲子園球場） ※球団タイ記録
- セ・リーグクライマックスシリーズ最年少勝利投手：20歳6か月、2014年10月15日、対読売ジャイアンツ1回戦（東京ドーム）、7回1失点
- ポストシーズン球団最年少勝利投手：同上
- 32回連続無失点：2015年[265]
- 1イニング4奪三振：2016年7月29日、対中日ドラゴンズ16回戦（阪神甲子園球場）、7回表に高橋周平・堂上直倫・松井雅人（振り逃げ）・大島洋平から ※史上19人目（セ・リーグ11人目、他球場で横浜DeNAベイスターズの石田健大も対広島東洋カープ15回戦〈MAZDA Zoom-Zoom スタジアム広島〉の7回裏に記録しており同日2人は史上初）
- 投手による満塁本塁打：2018年9月16日、対横浜DeNAベイスターズ20回戦（横浜スタジアム）、3回表に田中健二朗から左越満塁本塁打 ※1999年のバルビーノ・ガルベス以来、21世紀初
- 開幕投手：2回（2021年、2022年）
- オールスターゲーム出場：4回（2013年、2014年、2015年、2016年）

#### 投手記録
- 初登板・初先発：2023年4月1日、対ロサンゼルス・エンゼルス2回戦（オークランド・コロシアム）、2回1/3を8失点で敗戦投手[266]
- 初奪三振：同上、1回表にテイラー・ウォードから空振り三振
- 初勝利：2023年5月12日、対テキサス・レンジャーズ5回戦（オークランド・コロシアム）、10回表一死に7番手で救援登板・完了、2/3回無失点[267]
- 初ホールド：2023年5月29日、対アトランタ・ブレーブス1回戦（オークランド・コロシアム）、8回表に3番手で救援登板、1回1失点[268]
- 初セーブ：2023年8月13日、対シアトル・マリナーズ6回戦（T-モバイル・パーク）、10回裏に6番手で救援登板・完了、1回無失点[269]

### 背番号
- 19（2013年 - 2022年、2014日米野球日本プロ野球80周年記念試合、2024年 - 同年3月24日、同年5月14日 - 同年終了）
- 11（2023年 - 同年7月18日）
- 14（2023年7月19日 - 同年終了）
- 27（2025年7月18日[186] - ）
- 17（2014日米野球、2017 WBC）

### 代表歴
- 2012年AAA世界野球選手権大会日本代表
- 2017 ワールド・ベースボール・クラシック

## 関連情報

### CM
- 上新電機（2014年2月 - 2018年1月）同社が阪神のオフィシャルスポンサーを務める関係で、チームメイトの能見・西岡と共に出演。阪神所属の選手では史上最年少（19歳）でCMデビューを果たした[270]。2016年には上本博紀・梅野隆太郎、2017年からは上本・岩貞祐太と共演。
- 阪神電気鉄道「阪神沿線物語」第2話（2014年2月22日 - ）物語の主人公である佐藤江梨子・神田伸一郎（ハマカーン）などが登場するシーンの一部に、甲子園球場で登板した試合の映像を使用。同社のCMに阪神タイガースの関係者が登場するのは、2009年の阪神なんば線の開通告知CMに当時の一軍監督・真弓明信が出演して以来5年ぶりである[271]。

### 主な出演番組
藤浪を単独で取り上げた番組のみ記載
- アスリートの魂（2013年6月10日、NHK BS1）
- 情熱大陸（2014年4月20日、毎日放送）阪神在籍中の選手では4人目、生え抜きの選手では初めて出演[272]。2013年の秋季キャンプから、プロ初本塁打を打った10代最初の公式戦（前述）の試合後まで密着取材を受けていた。